# 巴貝多女王
巴巴多斯女王（英語：Queen of Barbados）曾是巴巴多斯國家元首头衔。其僅为國家之象征，無实权，職責僅為依總理建議任命總督，其餘作為虛位元首的职务由巴貝多總督代行。
1966年11月30日，巴巴多斯脱离大英帝国独立成为英聯邦王國。2021年11月30日，即巴巴多斯獨立55週年當天，巴巴多斯從英聯邦王國改制為议会制共和国，由新設立的巴巴多斯总统一職作為國家元首，取代巴貝多女王的憲法元首地位。
伊丽莎白二世為該國唯一一位女王，於1966年11月30日至2021年11月30日期間在位。

## 歷代君主
- 伊丽莎白二世：1966年11月30日－2021年11月30日